# Thurston County (Nebraska)
Thurston County is een county in de Amerikaanse staat Nebraska.
De county heeft een landoppervlakte van 1.020 km² en telt 7.171 inwoners (volkstelling 2000). De hoofdplaats is Pender.

## Bevolkingsontwikkeling

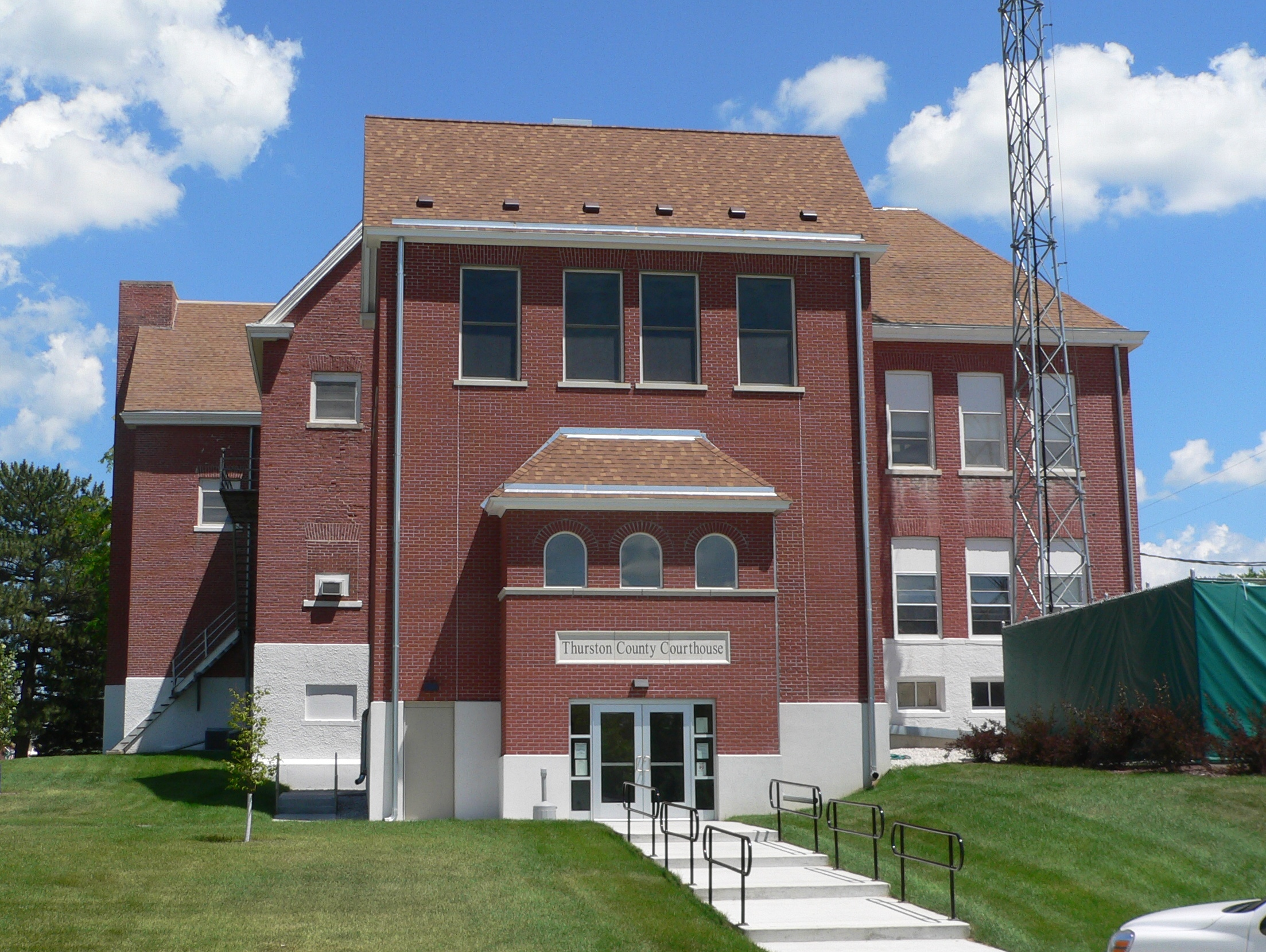
Thurston County Courthouse